# Эрейра (Карташу)
Эрейра (порт. Ereira) — район (фрегезия) в Португалии, входит в округ Сантарен. Является составной частью муниципалитета Карташу. По старому административному делению входил в провинцию Рибатежу. Входит в экономико-статистический субрегион Лезирия-ду-Тежу, который входит в Рибатежу. Население составляет 628 человек на 2001 год. Занимает площадь 6,27 км².
Покровителем района считается Святой Дух (порт. Espírito Santo).